# 伴隨情況
在法律中，伴隨情況（英語：attendant circumstances）或外部情況（external circumstances）指與事件有關的事實。
在美國刑事法律中，罪行通常包括三種元素：犯罪行為、犯罪意圖（犯罪意念）及伴隨情況（外部情況）。